# نيباستيت
نيباستيت هو اسم العلامة التجارية لمزيج من البارابين ، أو بنزوات باراهيدروكسي بواسطة كلاريانت . البارابين هو نوع مركب يستخدم كمادة حافظة في الأدوية و مستحضرات التجميل و الطعام. النيباستيت هو مسحوق أبيض بنفس درجة حرارة الغرفة و لكنه عادة ما يذوب و يصبح منتج سائل. يعمل النيباستيت على منع نمو العفن والبكتيريا والخميرة. النيباستيت هو مزيج مكون من خمسة بارابين مشتركة: ميثيل بارابين (50-60%) وبوتيل بارابين (12-17%) و إيثيل بارابين (13-18%) وبروبيل (6-9%) وأيزو بوتيل بارابين (6-9%). عندما يضاف النيباستيت إلى منتج ما فإن الوزن النهائي الموصى به له بين 05, % و 03, % من الوزن الكلي. النيباستيت مستقر في مدى هيدروجيني بين 4 إلى 8. 

## الاستخدامات
تمت الموافقة على استخدام النيباستيت في أوروبا والولايات المتحدة و اليابان. هذه هي المواقع الوحيدة التي تتفرد باستخدامه حاليًا. كثيرًا ما يضاف النيباستيت إلى مستحضرات الكريمات الصيدلانية ومستحضرات التجميل والمراهم وكذلك المنتجات الاستهلاكية بما في ذلك الغسولات ومستحضرات التجميل و الشامبو و الطعام. 